# Cécile Schortmann

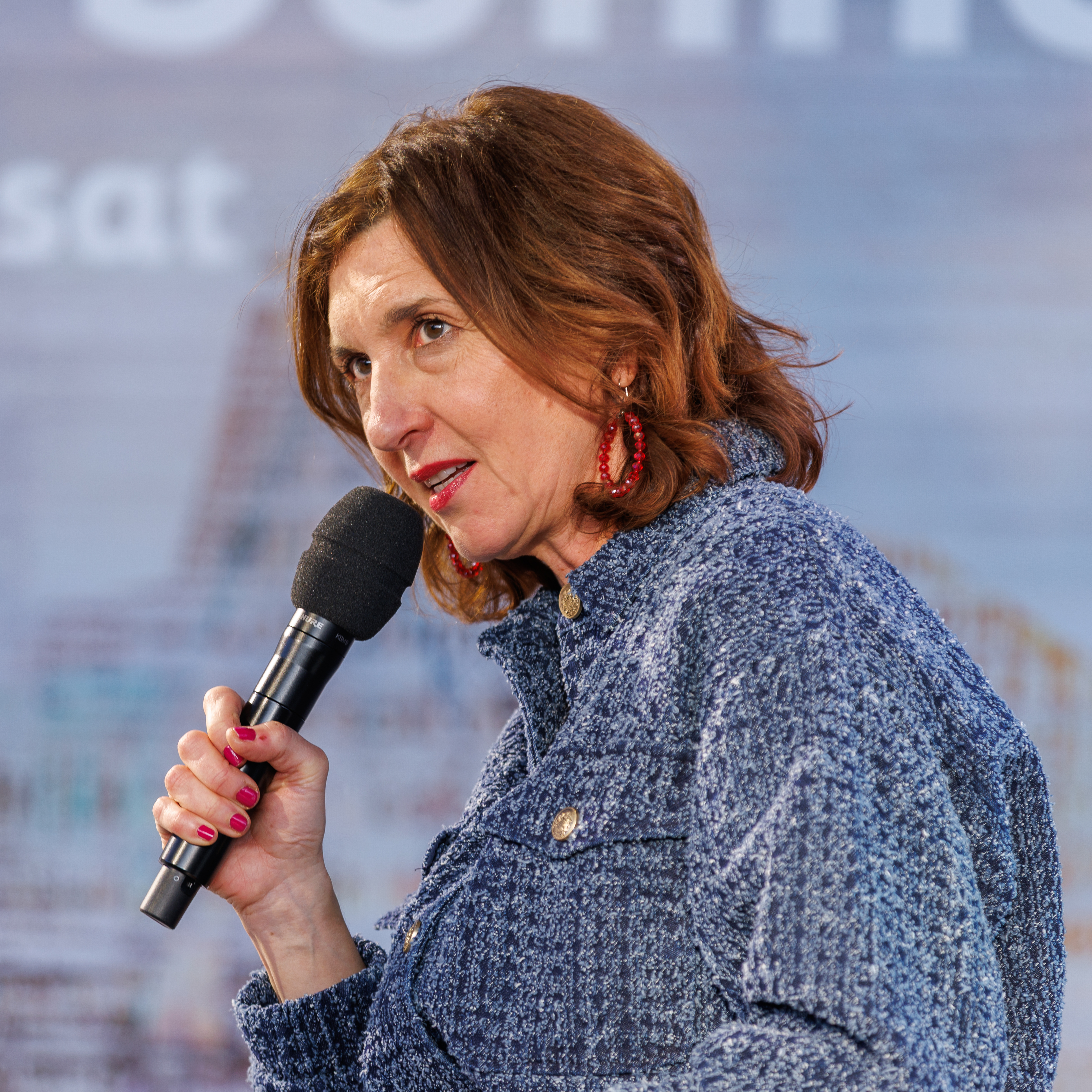
Cécile Schortmann als Moderatorin auf der Leipziger Buchmesse 2025

Cécile Schortmann (* 11. April 1971 in Düsseldorf) ist eine deutsche Journalistin und Fernsehmoderatorin.

## Werdegang
Schortmann wuchs in Düsseldorf auf und machte am Goethe-Gymnasium Abitur. Sie studierte an der Ludwig-Maximilians-Universität München Theaterwissenschaft, Kunstgeschichte und Psychologie und schloss mit dem Magister ab. Nebenbei arbeitete sie am Residenztheater in München und machte Praktika bei Antenne Bayern, RTL München, beim Ostdeutschen Rundfunk Brandenburg und bei der Deutschen Welle. 1998/99 absolvierte sie beim Hessischen Rundfunk (hr) in Frankfurt am Main ein bi-mediales journalistisches Volontariat mit fachlichem Schwerpunkt im Bereich Kultur von hr-fernsehen und Hörfunk.
Ab 1999 hat Schortmann für das hr-fernsehen über aktuelle, gesellschaftspolitische und kulturelle Themen, auch für die ARD und arte berichtet. Ferner moderiert sie das TV-Magazin Hauptsache Kultur und Sondersendungen zur Frankfurter Buchmesse, Verleihung des Hessischen Film- und Kinopreises, documenta, zum Rheingau Musik Festival und die ARD-Übertragung des Friedenspreises des Deutschen Buchhandels. Von 2004 bis 2008 präsentierte sie die hr-Sendung Bilderbogen.
2008 wurde sie Moderatorin für das 3sat-Magazin Kulturzeit, als Nachfolgerin von Gert Scobel. Für 3sat moderiert sie auch gemeinsam mit Peter Fässlacher die Tage der deutschsprachigen Literatur in Klagenfurt (Ingeborg-Bachmann-Preis) und berichtet von der Berlinale. Ferner leitet sie Podiumsdiskussionen zu ganz unterschiedlichen Themen, hat von 2016 bis 2023 die Verleihung des Deutschen Buchpreises und 2021 und 2022 die Verleihung des Kunstpreises NRW moderiert und von 2017 bis 2019 die Talkreihe der DFG und der Bundeskunsthalle in Bonn „Science on“. Sie moderiert auch die Verleihung des Wilhelm-Raabe-Literaturpreises in Braunschweig und des Literaturpreises Wortmeldungen der Crespo Foundation.
Im September 2022 nahm Cécile Schortmann mit ihrer Kollegin Vivian Perkovic und den beiden Redaktionsleiterinnen von „Kulturzeit“ in Köln den Deutschen Fernsehpreis 2022 in der Kategorie „Beste Information“ entgegen, stellvertretend für die gesamte Redaktion.
Seit 2021 leitet sie die Jury des “Schauspieler*innenpreises des Hessischen Rundfunks” (ehemals “Hessischer Fernsehpreis”), der jährlich im Rahmen des Hessischen Film- und Kinopreises in Frankfurt vergeben wird.
Cécile Schortmann engagiert sich ehrenamtlich als Botschafterin der Stiftung Kinderzukunft und des Vereins Kinder und Werte.
Sie hat drei Kinder und lebt mit ihrer Familie in Frankfurt am Main und Wien.